# Pavel Tchelitchew
Pavel Tchelitchew (ur. 21 września 1898, zm. 31 lipca 1957) – rosyjski artysta, znany z surrealistycznych portretów i studiów anatomicznych. Ceniony za umiejętność łączenia form ludzkich z geometrycznymi liniami i motywami krajobrazu. 

## Życiorys

### Wczesne lata
Urodzony w Moskwie Tchelitchew i jego rodzina opuścili kraj w czasie rewolucji w 1917 roku. Studiował sztukę pod kierunkiem Aleksandry Exter w Akademii Kijowskiej. Po ukończeniu studiów zajął się projektowaniem scen dla teatrów w Odessie i Berlinie. Przeprowadzając się do Paryża w 1923 roku, zanurzył się w intelektualnych kręgach, w tym w kręgu Gertrude Stein, co wpłynęło na jego włączenie elementów kubistycznych i surrealistycznych do jego twórczości. Tchelitchew założył Néo Humanists - kolektyw artystów, do którego należeli Eugene Berman, Christian Bérard i André Lanskoy.
W latach 30. XX wieku twórczość Tchelitchewa ewoluowała, w stronę eksperymentów z perspektywą, jaskrawymi kolorami i geometrycznymi, przestrzennymi postaciami. Jego pierwsza wystawa w Stanach Zjednoczonych była wystawą jego rysunków, wraz z dziełami innych artystów, w nowo otwartym Muzeum Sztuki Nowoczesnej w 1930 roku. 

### Nowy Jork
W 1934 roku, przeprowadził się z Paryża do Nowego Jorku ze swoim partnerem, pisarzem Charlesem Henrim Fordem. W Nowym Jorku kontynuował współpracę z George’em Balanchinem; tam też poznał swojego największego mecenasa, Lincolna Kirsteina. Współpracując z Igorem Strawińskim przy projektach scenograficznych do baletów zdobył międzynarodowe uznanie, które osiągnęło swój szczyt w 1942 roku, kiedy jedno z jego ważnych dzieł, "Hide and Seek", zostało zakupione przez Muzeum Sztuki Nowoczesnej w Nowym Jorku.
Od 1940 do 1947 roku projektował ilustracje do surrealistycznego magazynu View, redagowanego przez Forda oraz pisarza i krytyka filmowego Parkera Tylera.

### Śmierć
Zmarł w Grottaferrata we Włoszech, pozostawiając po sobie dziedzictwo cenione w renomowanych instytucjach artystycznych na całym świecie. Jego prace są wystawiane w kolekcjach takich jak Art Institute of Chicago, National Gallery of Art w Waszyngtonie, Courtauld Institute of Art w Londynie i Philadelphia Museum of Art.